# Patricia Benavides
Liz Patricia Benavides Vargas (Huancavelica, 9 febbraio 1969) è un'avvocata peruviana, dal 20 giugno 2022 Procuratore generale del Perù. Destituita il 22 maggio 2024.

## Biografia
Benavides è nata nel febbraio 1969 a Huancavelica, Perù. È la figlia di Emma Vargas de Benavides, insegnante, per due volte sindaco di Huancavelica e parlamentare nel periodo 2001-2005.
Ha studiato giurisprudenza all'Università di Lima, quindi ha conseguito un master in diritto civile e commerciale presso l'Università Alas Peruanas. Si è poi recata in Cile, dove ha vissuto per un periodo dopo essersi iscritta all'Universidad del Desarrollo, a Santiago, ottenendo un diploma post laurea in consulenza legale aziendale. Ha inoltre viaggiato e vissuto per un breve periodo in Spagna, dove ha studiato presso l'Università di Jaén ottenendo un master in diritto penale e garanzie costituzionali.

## Carriera
Prima di diventare Procuratore nazionale del Perù, Benavides aveva lavorato a stretto contatto con i cinque procuratori nazionali peruviani prima di lei. E ha spinto perché alcuni casi notevoli (come i casi legati alla corruzione di "La Centralita", "Red Orellana" e "Los Cuellos Blancos del Puerto") fossero visti e perseguiti. Molti di questi casi hanno attirato l'attenzione nazionale e internazionale.
Il precedente procuratore generale del Perù, Zoraida Ávalos, ha concluso il suo mandato di tre anni nel marzo 2022; è stata sostituita da Pablo Sánchez Velarde, che ha accettato l'incarico ad interim. 4 Il 20 giugno 2022, Benavides è stata eletta come nuovo procuratore generale e, il 2 luglio, ha prestato giuramento per ricoprire la carica fino al 2025.
Ha affermato che indagare sul presidente peruviano Pedro Castillo sarà una delle sue massime priorità durante il suo mandato come procuratore generale, formando la squadra speciale di procuratori contro la corruzione del potere. Il 7 dicembre 2022, l'allora presidente Pedro Castillo ha annunciato lo scioglimento del Congresso e la riforma delle istituzioni giudiziarie del Paese;  anche emerso che Castillo aveva ordinato l'arresto del procuratore, misura che non si è concretizzata poiché non aveva più il sostegno delle istituzioni pubbliche  dopo quello che è stato definito un "tentativo di golpe".
Dopo la sua destituzione, il procuratore Benavides ne ha ordinato l'arresto per flagrante delitto di ribellione, associazione a delinquere e violazione della costituzione. Ha anche annunciato indagini sul successore di Castillo, Dina Boluarte, così come altri per azioni commesse durante le proteste politiche peruviane del 2022-2023.

## Problemi familiari
La sorella di Benavides, il giudice Emma Benavides Vargas, è stata indagata per presunti collegamenti con un'organizzazione criminale.  Benavides ha licenziato il pubblico ministero, Bersabeth Revilla, che stava indagando su sua sorella, dal suo lavoro (di Revilla).
Il 3 agosto 2022, Benavides ha negato di aver usato la sua posizione per aiutare la sorella.